# Leib Gruzalc
Leib Gruzalc (* in Warschau; † 26. April 1943 ebenda) war ein Widerstandskämpfer des Allgemeinen Jüdischen Arbeiterbunds („Bund“) im Warschauer Gettoaufstand.
Gruzalc wurde als Sohn frommer Eltern geboren und trat in den „Sozialistischen Kinder Farband“ (SKIF) und später in die „Tsukunft“ (die Jugendorganisationen des jüdisch-sozialistischen „Bund“) ein. 
Nach der Besatzung Polens zu Beginn des Zweiten Weltkriegs war er im Warschauer Ghetto aktiv. So half Gruzalc in einem Kinderheim bei der Essensbeschaffung, beim Schutz und bei der Betreuung. Im Warschauer Gettoaufstand befehligte er eine Kampfgruppe im Zentralen Getto. Doch fiel er schon am siebten Tag des Aufstandes, am 26. April 1943.